# Lars Rouffaer
Lars Rouffaer, né le 16 novembre 2003 à Maastricht, est un coureur cycliste néerlandais. Il est membre de l'équipe Diftar Continental .

## Biographie
Durant son adolescence, Lars Rouffaer court d'abord pour un club cycliste de Sibbe. En 2019, il devient vice-champion national dans la catégorie des novices (moins de 17 ans),. Il intègre ensuite la structure Willebrord Wil Vooruit, dont le siège est basé à Rucphen. Avec cette formation, il termine notamment quatrième du championnat des Pays-Bas du contre-la-montre juniors en 2021. 
En 2022, il rejoint l'équipe Allinq Continental pour ses débuts espoirs. Rapide au sprint, il décroche deux podiums sur des étapes du Baltic Chain Tour. Il se distingue également sur l'édition 2023 du Dookoła Mazowsza en terminant deuxième de l'étape inaugurale et troisième du classement général. 
En août 2024, il s'impose sur une étape du Tour Battle of Warsaw. Il s'agit de sa première victoire acquise sur une compétition inscrite au calendrier de l'UCI.

## Palmarès et résultats

### Palmarès par année
- 2023
  - 3e du Dookoła Mazowsza
- 2024
  - 2eb étape du Tour Battle of Warsaw
- 2025
  - 2e du Puchar MON
  - 3e du Mémorial Andrzej Trochanowski

### Classements mondiaux
| Année                                 | 2023  | 2024  |
| ------------------------------------- | ----- | ----- |
| Classement mondial                    | 1549e | 1918e |
| UCI Europe Tour                       | 1020e | nc    |
|                                       |       |       |
| Légende : nc = non classéSource : UCI |       |       |